# Rathaus (Coburg)

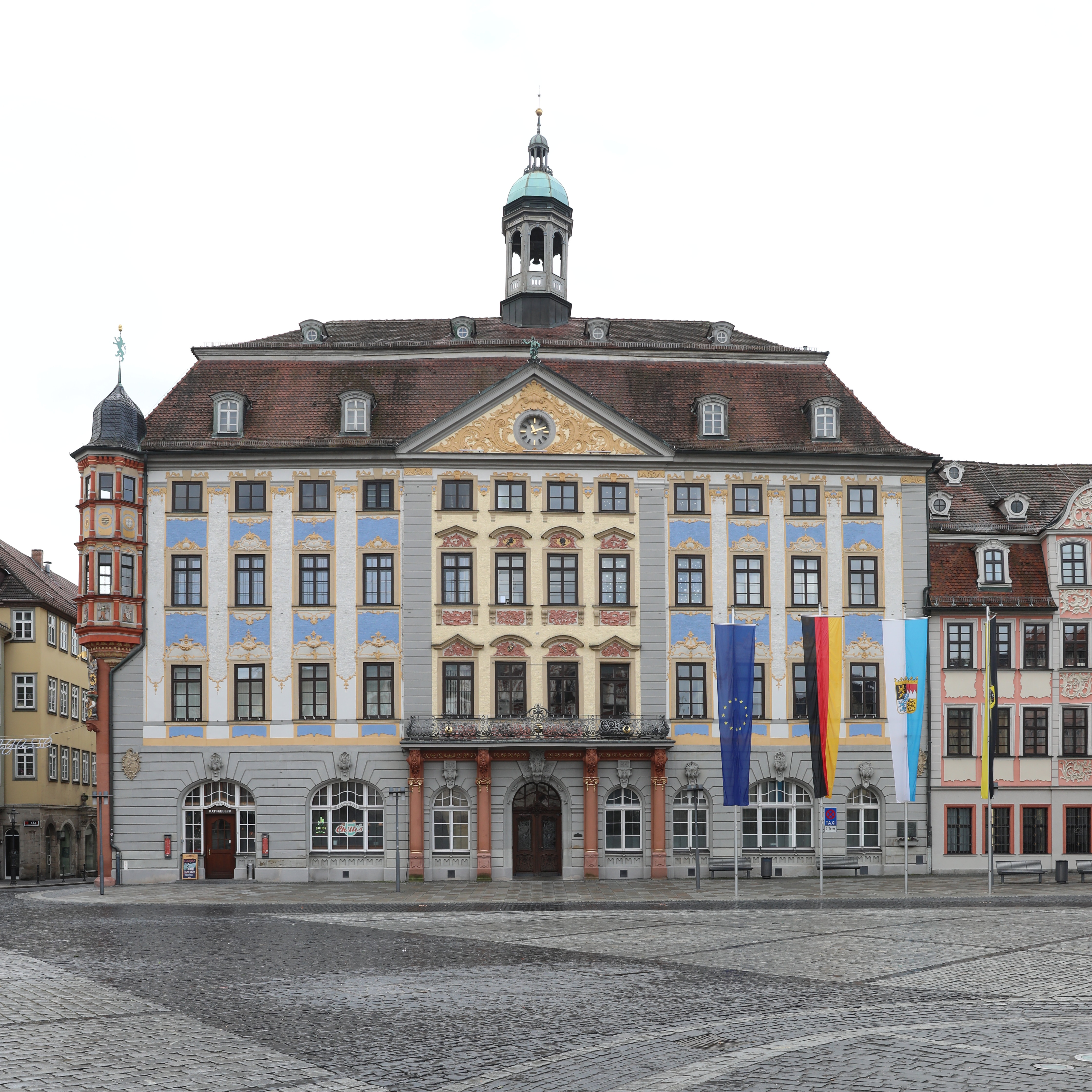
Coburger Rathaus

Das Coburger Rathaus befindet sich im Zentrum Coburgs am Marktplatz. Der viergeschossige Mansardwalmdachbau, geschmückt durch eine offene Laterne mit Kuppel, ist ein Wahrzeichen der Stadt.

## Baugeschichte

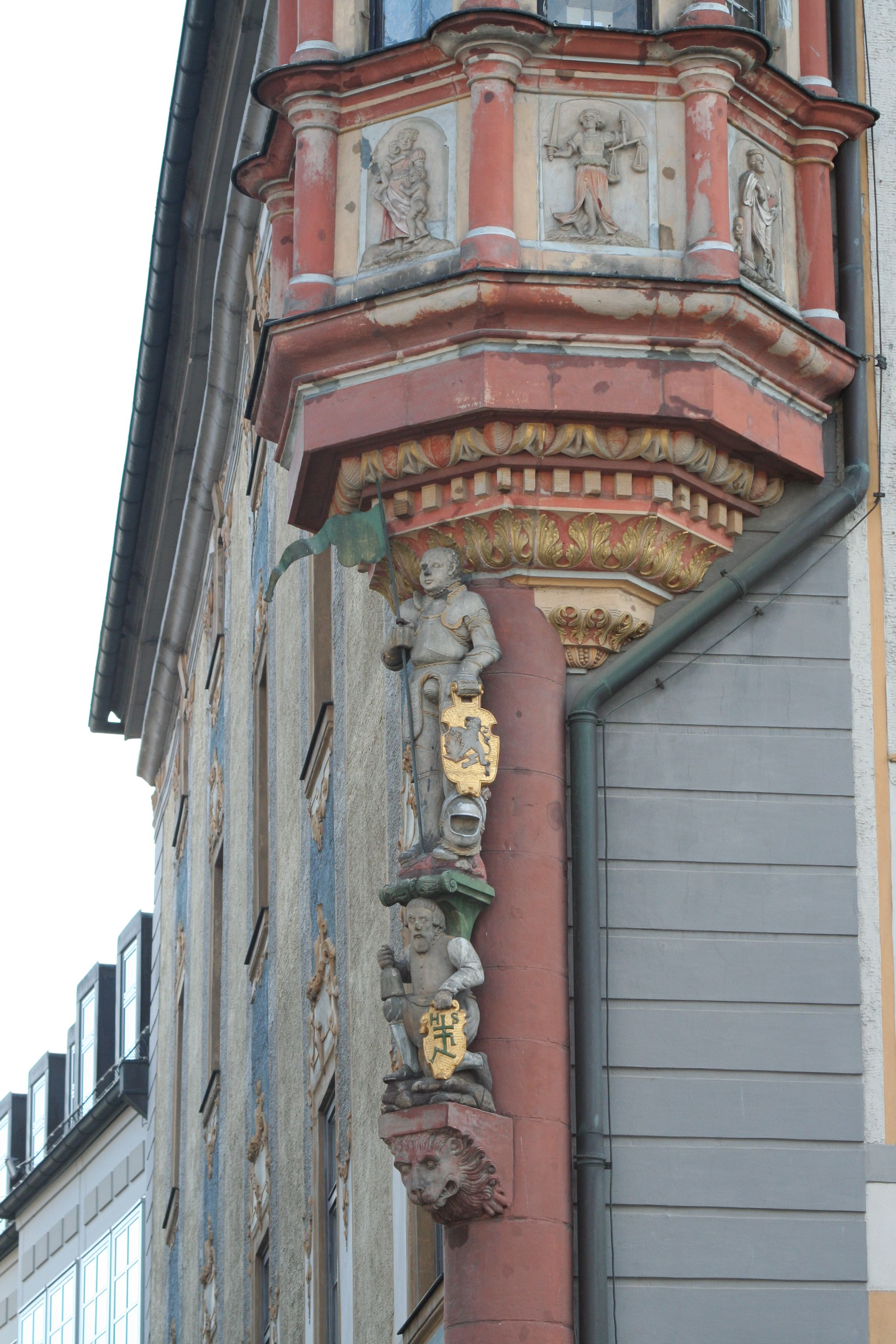
Erker, oben St. Mauritius in Ritterrüstung, unten Baumeister Hans Schlachter

Das alte Coburger Rathaus stand am Kirchhof neben der Morizkirche. Das neue Rathaus wurde 1414 erstmals im Stadtbuch erwähnt. Es entstand im Süden des Marktes als Rat- und Kaufhaus. In dem spätgotischen Gebäude hatten auch Handwerker und Gewerbetreibende ihre Wirkungsstätten. Der westliche Keller stammt noch aus dieser Zeit. In den folgenden Jahrhunderten wurden umfangreiche Erweiterungen und Umbauten durchgeführt.
Von 1577 bis 1580 errichtete der Steinmetz und Baumeister Hans Schlachter neben dem gotischen Alten Rathaus einen neuen östlichen Flügel, der bis zur Ketschengasse reichte. Dendrochronologisch wurde das Satteldachtragwerk des Ostflügels auf die Jahre 1577/78 datiert. Es hat eine Spannweite von etwa 15,0 Metern, eine Höhe von etwa 9,6 Metern, eine Länge von etwa 14,6 Metern und eine Steigung von rund 52 Grad. Die Konstruktion besteht aus 17 Gespärre mit drei gezapften Kehlbalkenlagen. Das Renaissance-Rathaus, ein viergeschossiges Gebäude, bekam unter anderem einen großen Saal und an der Ketschengasse einen sogenannten Coburger Erker, an dem sich auch ein Bildnis von Hans Schlachter befindet. Der Coburger Stadtbaumeister Paul Weißmann ergänzte 1579 die Gebäudegruppe im Innenhof mit einem Treppenturm, der mit einer Steinwendeltreppe ausgestattet wurde.
Der nächste umfangreiche Umbau wurde von 1750 bis 1752 ausgeführt. Die beiden Gebäude erhielten eine Rokokofassade mit farbigem Putz und wurden unter einem dreigeschossigen Mansardwalmdach zusammengefasst. Ein mit einer Mauritiusfigur geschmückter Dreiecksgiebel, der die Fassade in dreimal vier Achsen teilt, wurde in Gebäudemitte angeordnet.
Den letzten grundlegenden Umbau betreute der Coburger Stadtbaumeister Max Böhme von 1901 bis 1904. Unter anderem wurde in Gebäudemitte über dem Erdgeschoss ein breiter Balkon mit Gitterbrüstung angebaut. Die zuvor schmucklose Erdgeschossfassade wurde mit Neubarockelementen neugestaltet und der Eingang sowie ein ins zweite Obergeschoss führendes Treppenhaus mit einem quadratischen Treppenauge neu errichtet. Daneben erfuhr die Grundrissgestaltung der Diensträume größere Änderungen.
Bis 1881 trat der Coburger Landtag in der Regimentsstube im Coburger Rathaus zusammen.
Die Coburger Sparkasse, die seit 1821 im Rathaus untergebracht war, fasste 1936 den Beschluss eines Neubaus. Dieser sollte aus einem neuen Gebäude entlang der Rosengasse bestehen, das auch im August 1939 fertiggestellt wurde. Zusätzlich war geplant in einem zweiten Bauabschnitt das neben dem Rathaus stehende Sparkassengebäude Markt 2/3 mit einer Rokokofassade, das sogenannte Nonnenmacherhaus, abzureißen und das Rathaus mit neuen Räumen für die Sparkasse und die Stadtpolizei bis Rosengasse zu verlängern. Das Rathaus sollte eine neue, einheitliche symmetrische Fassadengestaltung mit einem zweiten Coburger Erker an der Ecke Markt/Rosengasse erhalten. Auf Wunsch von Adolf Hitler wurden ihm die Umbaupläne am 2. März 1938 in der Reichskanzlei vorgelegt und fanden seine Zustimmung. Für den Erker waren nach Plänen von Reinhard Claaßen unter anderem geschichtliche Darstellungen aus der Zeit 1922 bis 1933 und eine Plastik mit dem „Kopf des Führers“ vorgesehen. Der Ausbruch des Zweiten Weltkrieges beendete die Umsetzung dieser Planung.

## Besonderheiten

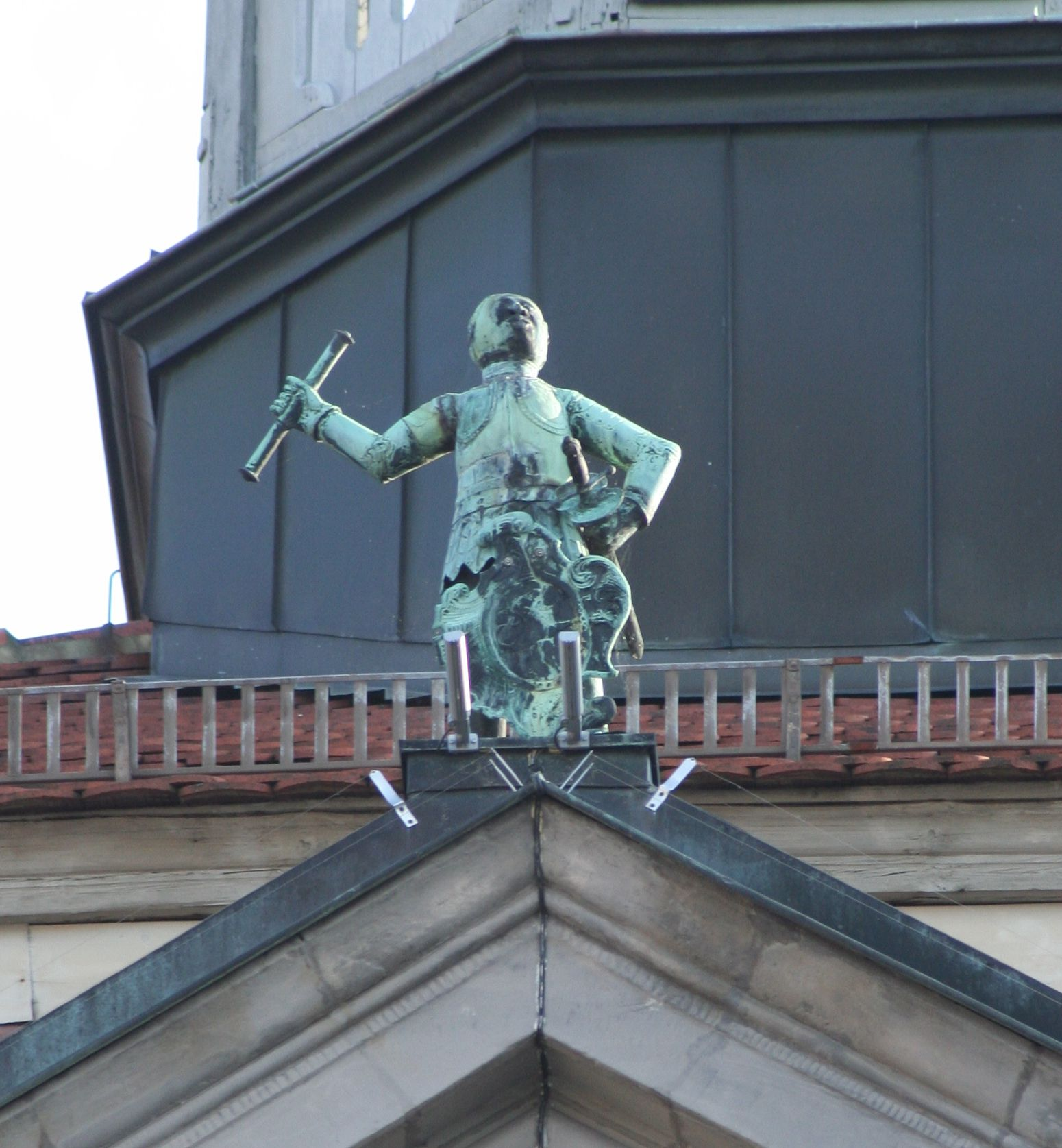
Bratwurstmännle

Seit 1752 steht nach einem Umbau des Rathauses eine Skulptur des heiligen Mauritius, des Schutzpatrons der Stadt, vor sich den Wappenschild mit dem Meißener Löwen und in der rechten Hand den erhobenen Marschallstab, auf dem Rathausgiebel. In einer Sturmnacht am 9. März 1939 stürzte die Figur vom Giebel und wurde schwer beschädigt. Aus ideologischen und rassistischen Gründen ließ die Stadtverwaltung die Skulptur nicht mehr aufstellen, sondern in den städtischen Bauhof bringen. Im Jahr 1949 wurde sie dort wiederentdeckt, restauriert und erneut aufgestellt. Im Volksmund ist die Stablänge von 31 Zentimeter das Normalmaß für die Coburger Bratwurst, die Figur heißt daher „Bratwurstmännle“.
Im zweiten Obergeschoss liegt der 27 Meter lange und 13 Meter breite Große Saal, der Rathaussaal, der zu den größten profanen Festräumen der Renaissance-Architektur in Thüringen und Franken gezählt werden kann. Die Bohlenbalkendecke wird in Raummitte von drei gedrehten hölzernen Säulen getragen.
Am 18. Januar 1931 wehte erstmals in Deutschland an einem öffentlichen Gebäude, dem Coburger Rathaus, die Hakenkreuzfahne.

## Nutzung
Im Rathaus haben der Coburger Oberbürgermeister und Teile der Stadtverwaltung ihre Dienstzimmer. Die Sitzungen des Stadtrates finden im Regelfall am dritten Donnerstag eines Monats im Rathaussaal statt. Seit 1976 gibt es im Erdgeschoss wieder einen Ratskeller, außerdem seit 1998 das Bürgerbüro der Stadtverwaltung.
Im zweiten Obergeschoss des Rathauses ist in einem Fenster eine Webcam installiert, die eine Liveansicht des Marktplatzes zeigt.